# Bata Živojinović
Velimir „Bata” Živojinović (în sârbă Велимир "Бата" Живојиновић; n. 5 iunie 1933, Koraćica⁠(d), Republica Socialistă Serbia, RSF Iugoslavia – d. 22 mai 2016, Belgrad, Serbia) a fost un actor și politician sârb. A jucat în peste 340 de filme și seriale TV și este considerat unul dintre cei mai buni actori din fosta Iugoslavie. 

## Biografie

### Tinerețe
Živojinović (poreclit Bata) s-a născut în satul Koraćica, sub muntele Kosmaj, lângă Mladenovac, în timpul Regatului Iugoslaviei (acum în Serbia). Tatăl său, Dragoljub, era un funcționar al statului, iar mama sa Tiosava era casnică. A avut două surori, Stanka și Nada, și a crescut într-o gospodărie patriarhală. Un conflict între Dragoljub și cetnici în timpul celui de-al Doilea Război Mondial a obligat familia să se mute la Belgrad. Familia a locuit în cartierul Crveni Krst. 
Tânărul Bata a mers deseori cu prietenii la cinematograf, ceea ce i-a stârnit interesul pentru actorie. Hoinărind în jurul cinematografului „20 octombrie”, i-a văzut pe cei de la  AKUD Branko Krsmanović, o trupă din Belgrad, timp de câteva zile, până când a ieșit în întâmpinarea lor. Astfel s-a împrietenit cu regizoarea Soja Jovanović, care a ajutat la dezvoltarea dragostei pentru actorie a lui Bata, cu Rade Marković, Olivera Marković, Mića Tomić și Bata Paskaljević. După absolvirea școlilor de actorie din Niș și Novi Sad, s-a înscris la Academia de Dramă din Belgrad. 

### Carieră
Živojinović a preferat inițial să joace în teatru decât să joace pe ecran și și-a făcut debutul pe ecran în filmul din 1955, Pesma sa Kumbare. A jucat diverse roluri de eroi și de răufăcători atât în roluri principale cât și secundare. Vârful popularității sale a fost în anii 1970 odată cu filmele de partizani despre al Doilea Război Mondial. Unul dintre cele mai cunoscute filme ale sale din acea perioadă a fost Walter apără Sarajevo (Valter brani Sarajevo), care a avut un succes major și a devenit un film idol în China.
În 1996, a jucat rolul lui Gvozden, un fost ofițer al armatei populare iugoslave, în filmul Lepa sela lepo gore regizat de Srđan Dragojević.

### Politică
În 1990 a fost ales în Parlamentul Serbiei, ca membru al Partidului Socialist din Serbia. El a candidat la alegerile prezidențiale din septembrie-octombrie 2002, dar a primit doar 3,27% din voturile totale.

### Boală și moarte
Živojinović a avut un atac de cord în octombrie 2006 și a suferit de gangrenă la piciorul drept timp de aproximativ trei ani după aceea. Inițial, medicii au vrut să-l amputeze, dar a călătorit în Cuba, unde locuiește fiica sa, iar în cele 25 de zile pe care le-a petrecut tratat acolo, a fost vindecat de gangrenă de către doctorul Montekin, care l-a tratat și pe președintele Venezuelei Hugo Chávez.
La 4 iulie 2012 a suferit un accident vascular cerebral sever și a fost transportat la un spital specializat în boli cerebrovasculare numit Sveti Sava din Belgrad. El a fost tratat în secția de terapie intensivă și s-a anunțat că este în stare critică. Rapoartele au mai spus că după accidentul vascular cerebral a fost în comă timp de două zile. A rămas în stare critică în spital aproximativ trei săptămâni. După tratamentul accidentului vascular cerebral, el a fost externat din spital, dar s-a anunțat că nu poate merge fără ajutor și că i-a fost greu să vorbească.
La 6 mai 2016, după ce a fost transferat de la spitalul din Sveti Sava la „KBC Dedinje”, a fost supus unei intervenții de urgență care, pentru a-i opri gangrena, a dus la o amputație a piciorului. A murit la 22 mai 2016 la Belgrad.

### Viață personală

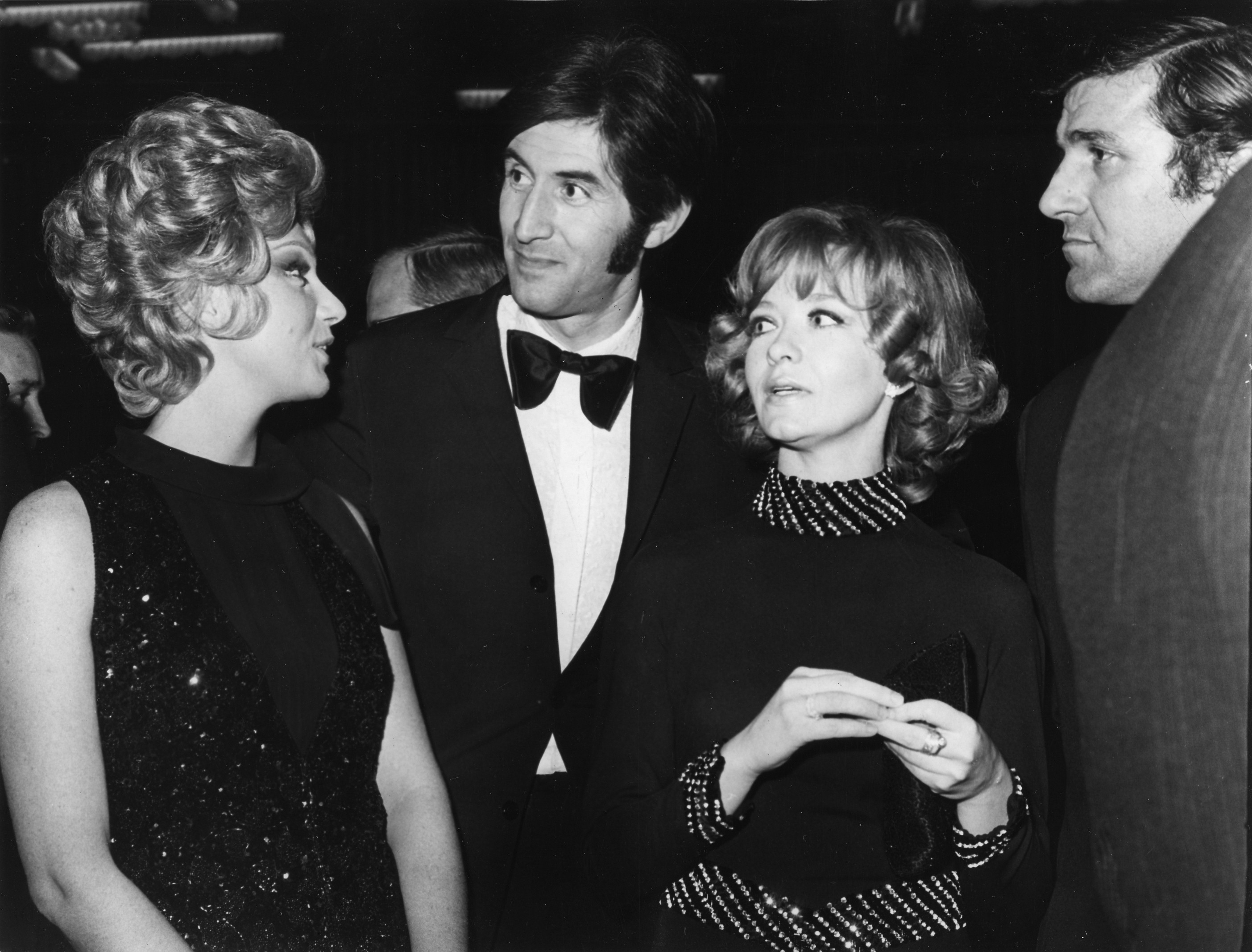
Milena Dravić, Ljubisa Samardzić, Bata Zivojinović la premiera filmului Bătălia de pe Neretva (29 noiembrie 1969). Fotografie de Stevan Kragujević

Živojinović a fost căsătorit cu Julijana "Lula" din 1960. Au avut o fiică, Jelena, și un fiu, Miljko și șase nepoți.
Živojinović a fost un prieten apropiat cu actorul croat Boris Dvornik până când a început Războiul de Independență al Croației. În 1991, cei doi au renunțat reciproc la prietenia lor într-o serie de scrisori publice, ceea ce a fost considerat adesea  un simbol al destrămării Iugoslaviei. În 2004, s-a anunțat că cei doi bărbați au încercat să se împace. În 2006, cei doi bărbați s-au împăcat public la TV printr-o legătură video între Split și Belgrad. Živojinović a spus că „în ultimii ani nu a existat ură între noi”, iar Dvornik a completat fraza: „doar o neînțelegere”.

## Premii și onoruri
Živojinović a fost distins cu Arena de Aur pentru cel mai bun actor la Festivalul de Film de la Pula, cel mai prestigios premiu de film din RSF Iugoslavia, de trei ori: în 1965, 1967 și 1972. A câștigat premiul pentru cel mai bun actor la de-al 11- lea Festival Internațional de Film de la Moscova, în 1979, pentru rolul său din filmul Moment. În 1981 a fost membru al juriului la cel de-al 12-lea Festival Internațional de Film de la Moscova.
A primit Premiul Octombrie din partea orașului Belgrad în 1972 și  Premiul 7 iulie din partea Serbiei în 1981. În august 1993, i s-a acordat premiul "Slavica" pentru întreaga carieră. În 2016 a primit premiul pentru întreaga carieră Beogradski pobednik (Belgrad Victor). 

## Filmografie
- Pesma sa Kumbare (1955) - Velja iz Belog Potoka
- Klisura (1956) - Ajkin brat ... drvoseca
- Poslednji kolosek (1956) - Sofer
- Cipelice na asfaltu (1958) - Mladic (nemenționat)
- Subotom uvece (1957) - (segment "Doktor")
- Mali covek (1957) - Mladic na zabavi
- Rafal u nebo (1958) - Cetnik koljac
- Te noci (1958) - Pijani slikar
- Dubrowsky (1959) - Russian Soldier
- Train Without a Timetable (1959) - Duje
- Vetar je stao pred zoru (1959) - Agent policije
- Dilizansa snova (1960) - Vasilije
- Atomic War Bride (1960)
- Signal Over the City (1960) - Toso
- Uzavreli grad (1961) - Monter Luka
- Pesma (1961) - Djordje
- Dr (1962) - Dr. Milorad Cvijovic
- 1962 Kozara, regia Veljko Bulajić - Sorga
- Krst Rakoc (1962) - Beli
- Double Circle (1963) - Pavle
- Radopolje (1963) - Bozina
- Thundering Mountains (1963) - Porucnik Kostic
- Zemljaci (1963) - Jole
- Muskarci (1963) - Lale
- Covek iz hrastove sume (1964) - Profesor
- Put oko sveta (1964) - Sava Cvetkovic
- Narodni poslanik (1964) - Ivkovic
- Dobra kob (1964) - Marko
- Three (1965) - Milos Bojanic
- Laznivka (1965) - Bonivan
- Flaming Frontier (1965) - Jim Potter
- Neprijatelj (1965) - Slobodan Antic
- Looking Into the Eyes of the Sun (1966) - Mornar
- 1966 Înainte de război (Pre rata), regia Vuk Babić - G. Novakovic
- The Dream (1966) - Lazar
- Povratak (1966) - Al Kapone
- Glineni golub (1966) - Kosta
- 1967 Am întâlnit țigani fericiți (Skupljači perja), regia Aleksandar Petrović - Mirta
- Noz (1967) - Islednik Marko
- Praznik (1967) - Major
- The Birch Tree (1967) - Marko Labudan
- Posalji coveka u pola dva (1967) - Djino
- 1967 Încercuirea (Diverzanti), regia Hajrudin Krvavac - Korcagin
- Brat doktora Homera (1968) - Simon Petrovic
- Visnja na Tasmajdanu (1968) - Profesor
- Uzrok smrti ne pominjati (1968) - Mitar Velimirovic
- Bekstva (1968) - Viktor
- Operacija Beograd (1968) - Pukovnik Vili Fuks
- It Rains in My Village (1968) - Ispovednik
- Ima ljubavi, nema ljubavi (1968)
- Oseka (1969) - Kum
- The Bridge (1969) - Tigar
- 1969 Bătălia de pe Neretva (Bitka na Neretvi), regia Veljko Bulajić - Stole
- Krvava bajka (1969) - Marisav Petrovic
- Zarki (1970)
- Moja luda glava (1971) - Andrija
- Dorucak sa djavolom (1971) - Bogoljub - Bata Radulaski
- Opklada (1971)
- Zvezde su oci ratnika (1972) - Ucitelj Mladen
- 1972 Valter apără Sarajevo (Valter brani Sarajevo), regia Hajrudin Krvavac - Valter
- I Bog stvori kafansku pevacicu (1972) - Ratomir Jovanic - Ratko
- Traces of a Black Haired Girl (1972) - Sinter
- The Master and Margaret (1972) - Korovjev
- 1973 Sutjeska (Sutjeska), regia Stipe Delić - Nikola
- Bombasi (1973) - Djoka
- Mirko i Slavko (1973) - Komandant
- Dervișul și moartea (1974) - Muselim
- Kosava (1974) - Beli
- Hell River (1974) - Braka
- Crveni udar (1974) - Ico
- Povest o dobrih ljudeh (1975) - Peter Kostrca
- Crvena zemlja (1975) - Muzikant
- Anno Domini 1573 (1975) - Ilija Gregorić
- Naivko (1975) - Zile Akademac
- Beach Guard in Winter (1976) - Ljubicin otac
- Vrhovi Zelengore (1976) - Boro
- Povratak otpisanih (1976) - Cetnicki oficir
- Gruppenbild mit Dame (1977) - Bogakov
- Portret de grup cu doamnă (1977) - Bogakov
- Ljubavni zivot Budimira Trajkovica (1977) - Vozac GSP-a
- Bestije (1977) - Bute
- Hajka (1977) - Vojvoda Juzbasic
- The Dog Who Loved Trains (1977) - Kauboj
- Foolish Years (1977) - Dr. Nedeljkovic
- Nije nego (1978) - Profesor matematike Herceg
- Stici pre svitanja (1978) - Obren
- Moment (1978) - Arsen
- The Tiger (1978) - Direktor
- Radio Vihor zove Andjeliju (1979) - Petrinja
- Drugarcine (1979) - Kosta
- Usijanje (1979) - Zandarm
- Partizanska eskadrila (1979) - Vuk
- Pozorisna veza (1980) - Milan, visi inspektor
- Special Treatment (1980) - Direktor
- Rad na odredjeno vreme (1980) - Milutin
- Snovi, zivot, smrt Filipa Filipovica (1980)
- Erogena zona (1981) - Pera 'Zver'
- Crveniot konj (1981) - Boris Tusev
- High Voltage (1981) - Cukic
- Dorotej (1981) - Dadara
- Sesta brzina (1981) - Svetolik Trpkovic 'Pufta'
- The Fall of Italy (1981) - Grgo Kusturin
- Sok od sljiva (1981) - Uca
- Lov u mutnom (1981) - Paja 'Glavonja'
- Laf u srcu (1981) - Doktor
- The Promising Boy (1981) - Masin otac
- Idemo dalje (1982) - Sopenhauer
- 13. jul (1982) - Stevanov otac
- Progon (1982) - Domacin Joca
- Nedeljni rucak (1982) - Dr. Dusan Arandjelovic
- Moj tata na odredjeno vreme (1982) - Milutin Rakocevic
- Balkan Express (1983) - Stojcic
- Kakav deda takav unuk (1983) - Dr. Nedeljkovic
- Stepenice za nebo (1983) - Komsija
- Halo taxi (1983) - Suger
- Jos ovaj put (1983) - Dzek
- Igmanski mars (1983) - Badza
- Great Transport (1983) - Kosta
- Timocka buna (1983) - Kapetan Sibin
- Idi mi, dodji mi (1983) - Dr. Nedeljkovic
- Secerna vodica (1983) - Major Djuric
- Pejzazi u magli (1984) - Ivanov otac
- Maturanti (Pazi sta radis) (1984) - Funkcioner
- Unseen Wonder (1984) - Otac Makarije
- In the Jaws of Life (1984) - Trokrilni
- Sta je s tobom, Nina (1984) - Miloje
- Opasni trag (1984) - Inspektor Kosta Markovic
- Spionul balcanic (1984) - Palacinkar
- The End of the War (1984) - Bajo Lazarević
- Mala pljačka vlaka (1984) - Todor Strasni
- No problem (1984) - Brenin menadzer
- Groznica ljubavi (1984) - Jordan Cvetkovic
- Cao inspektore (1985) - Boki
- Nije lako sa muskarcima (1985) - Milos
- I to ce proci (1985) - Kapetan Mika
- Ada (1985) - Mladen
- Zivot je lep (1985) - Visoko pozicionirani drug
- Drzanje za vazduh (1986) - Buzdovan
- Debeli i mrsavi (1986) - Aco Popara - Zver
- Sest dana juna (1986) - Pilot 1
- Zikina dinastija (1986) - Dr. Nedeljkovic
- U zatvoru (1986) - Upravnik
- The Promised Land (1986) - Markan, predsjednik zadruge
- Osveta (1986) - Milivoje Pekar
- Sekula i njegove zene (1986) - Ceda
- Posljednji skretnicar uzanog kolosijeka (1986) - Marko Mrgud
- Druga Zikina dinastija (1986) - Dr. Nedeljkovic
- Majstor i Sampita (1986) - Jova
- Razvod na odredjeno vreme (1986) - Milutin Rakocevic
- Miss (1986) - Kokos
- Dobrovoljci (1986) - Vatrogasac
- Days to Remember (1987) - Onkel Savo
- Oktoberfest (1987) - Skoblar
- Lutalica (1987) - Gazda Daca
- The Felons (1987) - Preiskovalni
- Let's Fall in Love (1987-1989, part 1, 2) - Komandir Milanovic
- Vuk Karadžić (1987-1988, TV Series) - Jakov Nenadovic
- A Better Life (1987-1991, TV Series) - Aleksandar 'Macola' Kostic
- Vanbracna putovanja (1988) - Gerasim Miletic
- Vikend na mrtovci (1988) - Generalen direktor
- Tajna manastirske rakije (1988) - Abdullah the Great
- Tesna koza 3 (1988) - Sotir Milivojevic
- Sulude godine (1988) - Dr. Nedeljkovic / Dr Smiljanic
- Spijun na stiklama (1988) - Ruzic
- Ransom (1988)
- Jednog lepog dana (1988) - Gospodin Mihailo
- Balkan ekspres 2 (1989) - Stojko
- Atoski vrtovi - preobrazenje (1989) - Komesar
- War and Remembrance (1989, TV Mini-Series) - Jewish Partisan Leader
- The Fall of Rock and Roll (1989) - Krsta Klatic-Klaja
- Vampiri su medju nama (1989) - Boki
- Battle of Kosovo (1989) - Srbin Hamza
- Sex-partijski neprijatelj br. 1 (1991) - Ciganin Sekula
- Aliens are to Blame for Everything (1991) - Boki
- Sekula se opet zeni (1991) - Ceda
- Holiday in Sarajevo (1991) - Inspektor Felini
- The Original of the Forgery (1991) - Vujic
- Bracna putovanja (1991) - Gerasim Miletic
- Prokleta je Amerika (1992) - Kamiondzija Radovan
- Velika frka (1992) - Sima
- Dama koja ubija (1992) - Boki
- Three Tickets to Hollywood (1993) - Mrgud
- Pun mesec nad Beogradom (1993) - Aleksin otac
- Slatko od snova (1994) - Baks
- The End of Obrenović Dynasty (1995, TV Series) - Aleksa Novakovic
- Tamna je noc (1995) - Komandant policijskog odreda
- Treca sreca (1995) - Ujka Zivota
- Lepa sela lepo gore (1996) - Gvozden
- Dovidjenja u Cikagu (1996) - Boki
- Balkanska pravila (1997) - Sef
- Ptice koje ne polete (1997) - Lugar Zdravko
- The Wounds (1998) - Covek na tenku
- Kupi mi Eliota (1998) - Adam Tabakera
- Barking at the Stars (1998) - Bozovic
- Cabaret Balkan (1998) - The Bosnian Serb Father, the Bus Driver
- Noz (1999) - Nicifor Jugovic
- The White Suit (1999) - Gospodin
- Ranjena zemlja (1999) - Aleksic
- Shadows of Memories (2000) - Ljuba Radovanovic
- War Live (2000) - Tatula
- Seljaci (2001) - Jeremija
- Sve je za ljude (2001) - Jeremija
- Frozen Stiff (2002) - Stanislav
- Amir (2002) - Amirjev oce
- Ivkova Slava (2005) - Mirko
- Made in YU (2005) - Farfar
- Princ od papira (2007) - Opasni cica
- Montevideo: Puterea unui vis (2010) - Cica Stanoje; regia Dragan Bjelogrlić
- The Sisters (2011, TV Movie) - Deda Rade
- Frumoasa mea țară (2012) - Special Guest
- Led (2012) - Deda Zivotije
- Topli zec (2015)